# John Gotti Junior
John Angelo Gotti (nascido em 14 de fevereiro de 1964) é um ex mafioso americano que serviu como chefe nas ruas da Família Gambino de 1993 a 1999. Gotti havia se tornado chefe interino dos Gambinos quando seu pai, o chefão John Gotti, foi para a cadeia. Ele mesmo, contudo, acabou sendo preso em 1999 por racketeering (sendo chefe de uma rede de crimes) e, entre 2004 e 2009, se defendeu de mais quatro acusações de formação de quadrilha, com os julgamentos terminando com o veredito do júri como sendo "inconclusivo". Em janeiro de 2010, o governo federal afirmou que não buscaria mais condenar Gotti por crimes do passado. O próprio Gotti Junior afirmou que havia, naquela altura, abandonado a vida criminosa.